# Hugo Hamilton (1830–1896)
Hugo Jakob Hamilton, född 19 december 1830 på Huseby i Skatelövs socken, död 1 oktober 1896 på Ekebyholms slott i Rimbo socken, var en svensk greve och militär.
Hugo Hamilton var son till överstelöjtnant Hugo Hamilton och grevinnan Jacquette Piper. Han blev student vid Lunds universitet 1850, fanjunkare vid Skånska dragonregementet samma år, avlade officersexamen 1851, blev fanjunkare vid Livgardet till häst samma år, underlöjtnant där 1852, löjtnant 1854, ryttmästare 1859 och major i regementet 1872. Hamilton blev sekundmajor vid regementet 1874, överstelöjtnant och premiärmajor 1875 och överstelöjtnant vid Livregementets husarkår 1878. Han var överste och sekundchef vid husarkåren 1881–1893. Hamilton innehade Ekebyholms slott, Bärby i Gamla Uppsala socken, Nyby i Bälinge socken och ägde nio tolftedelar i Mark, Backa och Väsby i Almby socken. Han blev riddare av Dannebrogorden 1859, riddare av Sankt Olavs orden 1866, 1872 riddare och 1887 kommendör av första klassen av Svärdsorden samt riddare av Röda örns orden 1881. Hamilton är mannen bakom Överste Brännvin.